# Vitticatantops maculatus
Vitticatantops maculatus är en insektsart som först beskrevs av Heinrich Hugo Karny 1907.  Vitticatantops maculatus ingår i släktet Vitticatantops och familjen gräshoppor. Inga underarter finns listade i Catalogue of Life.